# Лансароте (роман)
Лансароте (фр. Lanzarote) — роман французского писателя Мишеля Уэльбека.

## Сюжет
Основное действие небольшого по объёму романа разворачивается на одноимённом острове Лансароте Канарских островов. Герой произведения, скучающий французский турист, проводит время, общаясь с впавшим в депрессию полицейским Руди, гражданином Бельгии, и вступая в сексуальные отношения с немками Пэм и Барбарой, являющимися лесбиянками, практикующими редкий секс с мужчинами.
В финале романа вернувшийся в Париж главный герой узнаёт о грандиозном скандале, связанном с сектой «азраилитов», в которую вступил разочаровавшийся в жизни Руди. Секта обещала путём генной инженерии дать её адептам бессмертие, а также утверждала, что человечество является лабораторным экспериментом инопланетян. Она была обвинена в многочисленных случаях инцеста и педофилии, а уволенный полицейский Руди стал главным фигурантом скандала.

## Интересные факты
Сюжет о секте «азраилитов» найдёт продолжение в романе М. Уэльбека «Возможность острова», в котором секта с аналогичным мировоззрением будет широко представлена как религия «элохимизм».

## Рецензии
- ВАЛЯ КОТИК. Одинокий конец // Газета.ru
- Наталия БАБИНЦЕВА. Социология облома // Время новостей, 27.05.2003